# Dłubanie w nosie
Dłubanie w nosie (rhinotillexis; gr. rhinos → nos, tillexis → nałóg dłubania) – czynność wydobywania z nosa zaschniętej wydzieliny lub ciał obcych, bądź przemieszczania obiektów w nosie za pomocą palca.

## Powody dłubania w nosie
Błony śluzowe nosa stale wydzielają wilgotny śluz. W kontakcie z powietrzem wydzielina schnie, wywołując swędzenie.

## Powszechność
W sondażu przeprowadzonym w 1995 wśród 1000 przypadkowych dorosłych otrzymano 254 odpowiedzi. 91% respondentów przyznało się do częstego dłubania w nosie (ale tylko 75% było przekonanych, że robią to wszyscy), a dwie osoby zadeklarowały, że spędzają na tym odpowiednio 15–30 minut i 1–2 godziny dziennie. W badaniu na grupie 200 nastolatków zachowanie takie występowało niemal u wszystkich badanych, średnio 4 razy dziennie.

## Ryzyko powikłań
Dłubanie w nosie niesie ze sobą pewne zagrożenia. Zranienia (przeczosy) mogą wywołać infekcje, krwawienie z nosa (w 25% przypadków), a w rzadkich przypadkach perforację przegrody nosowej. Z powodu specyficznego unaczynienia żylnego nosa i otaczających go tkanek, infekcja może rozprzestrzenić się z nosa do mózgu – z tego powodu obszar od kącików ust po szczyt piramidy nosa, włącznie z nosem i kością szczękową, znany jest jako trójkąt śmierci. Scenariusz ten jest jednak bardzo mało prawdopodobny przy zwyczajnym dłubaniu.

## Dłubanie w nosie jako zaburzenie
Obsesyjne dłubanie w nosie określa się mianem rhinotillexomanii. W klasyfikacji ICD-10 zaklasyfikowane zostało jako F98.8: inne specyficzne zaburzenia zachowania i emocji rozpoczynające się zwykle w dzieciństwie i w wieku młodzieńczym.

## Postrzeganie społeczne
Choć dłubanie w nosie to czynność powszechna, w większości kultur uważane jest za tabu. O ile wielu osobom zdarza się dłubać w nosie, obserwowanie tej czynności u innych powoduje mieszane uczucia wstrętu i rozbawienia.
Dłubanie w nosie uważane jest za „niehigieniczne”. Rzeczywiście, czynność ta nie służy czyszczeniu nosa w sensie higienicznym, lecz udrożnieniu dróg oddechowych, gdyż najważniejszą funkcją wydzieliny nosowej jest filtrowanie wdychanego powietrza z zanieczyszczeń stałych. W porównaniu z dłubaniem, wydmuchiwanie nosa w chusteczkę nie jest uważane za aż tak niehigieniczne.